# Морчека
Морче́ка (укр. Морчека, крымскотат. Morçeka) — гора на Южном берегу Крыма, расположенная на Ай-Петринской яйле, рядом с посёлком Оползневое. Высота горы составляет 981,5 метров.
Название вершины имеет крымскотатарское происхождение и в буквальном переводе означает «Лиловая». Существует также версия, что название произошло от личного монгольского имени Морча.

## История
В 1786 году произошёл гигантский обвал скалы. Под обломками исчезли две татарские деревни Кучук-Кой и Кекенеиз, позже перенесённые ближе к морю.

## Туристическая привлекательность
Гора Морчека является одной из самых популярных в среде украинских и российских альпинистов. На ней проложено около 20 скальных маршрутов различных категорий сложности. Первыми скалолазами, покорившими вершину, были Вячеслав Засыпкин и Хорхе-Мигель Корнысь.
Многие, кто видел Морчеку, отмечают, что с дальнего расстояния гора не только не кажется внушительной и величественной, но и вообще может не вызвать интереса. Зато пройдя около километра по лесистой местности, желающие увидеть гору вблизи говорят, что дух захватывает от вида высокой вершины.
В древние времена по поверхности горы текла вода из подземной реки, в результате течения которой образовалась так называемая Медовая пещера.